# Kulturåret 1746

## Födda
- 12 januari - Johann Heinrich Pestalozzi (död 1827), Schweizisk pedagog och författare.
- 15 januari - Balthasar Anton Dunker (död 1807), tysk-schweizisk konstnär.
- 31 januari - Pehr Hörberg (död 1816), svensk konstnär, målare och spelman.
- 30 mars - Francisco de Goya (död 1828), spansk konstnär och grafiker.
- juli - Lovisa Simson (död 1808), Sveriges första kvinnliga teaterdirektör.
- 27 juli - Jacob Axelsson Lindblom (död 1819), svensk ärkebiskop och ledamot av Svenska Akademien.
- 14 december - Julie Alix de la Fay (död 1826), belgisk-fransk balettdansös och danspedagog
- okänt datum - Christine Sophie Hanke, tysk sopran

## Avlidna
- 20 mars - Nicolas de Largillière (född 1656), fransk konstnär.